# Leucosolenia clarkii
Leucosolenia clarkii är en svampdjursart som först beskrevs av Addison Emery Verrill 1873.  Leucosolenia clarkii ingår i släktet Leucosolenia och familjen Leucosoleniidae. Inga underarter finns listade i Catalogue of Life.